# Велеса
Велеса (рус. Велеса) река је на северозападу европског дела Руске Федерације, лева притока реке Западне Двине и део слива Балтичког мора. Протиче преко територија Андреапољског, Нелидовског, Жарковског и Западнодвинског рејона на југозападу Тверске области.
Велеса почиње свој ток у мочварном подручју јужно од Андреапоља, у јужним деловима Валдајског побрђа. У средњем и горњем делу тока карактерише је изузетно уско и кривудаво корито, док се низводно од града Западна Двина корито шири до 20 метара. У доњем делу тока корито се шири до 30 метара, а обале су јако ниске и замочварене. Укупна дужина водотока је 114 km, површина сливног подручја 1.420 km², а просечан проток у зони ушћа око 13,4 m³/s.
Најважније притоке су Туросна са леве и Можајка и Сережењка са десне стране.